# Fußball-Südostasienmeisterschaft 2010
Die achte Auflage der ASEAN-Fußballmeisterschaft fand vom 1. bis zum 28. Dezember 2010 statt. Seit 2008 lautet der offizielle Name der Veranstaltung AFF Suzuki Cup. Die Gruppenspiele fanden in Vietnam und Indonesien statt, wobei die Halbfinalspiele sowie das Finale in Hin- und Rückspielen ausgetragen wurden. Teilnahmeberechtigt waren alle südostasiatischen Fußballnationalmannschaften. Kleinere Nationen wie Laos oder Kambodscha mussten sich zunächst über eine Qualifikationsrunde das Startrecht für die Endrunde erspielen. Die Auslosung zur Endrunde sowie zur Qualifikationsrunde fand am 15. September in Hanoi statt. Südostasienmeister wurde Malaysia.

## Qualifikation
Für das Turnier in Vietnam und Indonesien waren neben den beiden Gastgebern folgende Nationen direkt qualifiziert: Malaysia, Myanmar, Singapur und Thailand.
Die Mannschaften aus Laos, Kambodscha, Osttimor und den Philippinen mussten zuerst in einer Qualifikation gegeneinander antreten. Hierbei wurde in einem Meisterschaftssystem um die beiden noch zu vergebenden Plätze gespielt. Noch 2008 durfte das Sultanat Brunei mit seiner Nationalelf an der Qualifikation teilnehmen. Der Verband wurde jedoch 2009 von der FIFA vom regulären Spielbetrieb ausgeschlossen.
Das Qualifikationsturnier fand vom 22. bis zum 26. Oktober 2010 in der laotischen Hauptstadt Vientiane statt.
| Pl. | Land        | Sp. | S | U | N | Tore    | Diff. | Punkte |
| --- | ----------- | --- | - | - | - | ------- | ----- | ------ |
| 1.  | Laos        | 3   | 1 | 2 | 0 | 008:300 | +5    | 05     |
| 2.  | Philippinen | 3   | 1 | 2 | 0 | 007:200 | +5    | 05     |
| 3.  | Kambodscha  | 3   | 1 | 2 | 0 | 004:200 | +2    | 05     |
| 4.  | Osttimor    | 3   | 0 | 0 | 3 | 003:150 | −12   | 0      |

| 22. Oktober 2010 | Osttimor   | - | Philippinen | 0:5 (0:4) |
| 22. Oktober 2010 | Laos       | - | Kambodscha  | 0:0       |
| 24. Oktober 2010 | Kambodscha | - | Osttimor    | 4:2       |

| 24. Oktober 2010 | Philippinen | - | Laos       | 2:2 |
| 26. Oktober 2010 | Philippinen | - | Kambodscha | 0:0 |
| 26. Oktober 2010 | Laos        | - | Osttimor   | 6:1 |

## Finalturnier
Gespielt wurde in je zwei Gruppen zu je vier Mannschaften. Die Gruppensieger und -zweiten trafen dann in den Halbfinals aufeinander. Die Sieger der Halbfinalbegegnungen ermittelten anschließend den Sieger der ASEAN-Meisterschaft 2010. Die Halbfinalbegegnungen und das Finale wurden in Hin- und Rückspielen ausgetragen.

### Austragungsorte
| Jakarta                   | Palembang                | Hanoi                   | Nam Định          |
| ------------------------- | ------------------------ | ----------------------- | ----------------- |
| Gelora-Bung-Karno-Stadion | Gelora-Sriwijaya-Stadion | Mỹ-Đình-Nationalstadion | Chùa-Cuõi-Stadion |
| Kapazität: 88.306         | Kapazität: 40.000        | Kapazität: 40.192       | Kapazität: 20.000 |
|                           |                          |                         |                   |

### Gruppe A
| Pl. | Verein     | Sp. | S | U | N | Tore    | Diff. | Punkte |
| --- | ---------- | --- | - | - | - | ------- | ----- | ------ |
| 1.  | Indonesien | 3   | 3 | 0 | 0 | 013:200 | +11   | 09     |
| 2.  | Malaysia   | 3   | 1 | 1 | 1 | 006:600 | ±0    | 04     |
| 3.  | Thailand   | 3   | 0 | 2 | 1 | 003:400 | −1    | 02     |
| 4.  | Laos       | 3   | 0 | 1 | 2 | 003:130 | −10   | 01     |

|                  |   |            |           |
| 1. Dezember 2010 |   |            |           |
| Thailand         | – | Laos       | 2:2 (0:0) |
| Indonesien       | – | Malaysia   | 5:1 (2:1) |
| 4. Dezember 2010 |   |            |           |
| Thailand         | – | Malaysia   | 0:0       |
| Laos             | – | Indonesien | 0:6 (0:2) |
| 7. Dezember 2010 |   |            |           |
| Malaysia         | – | Laos       | 5:1 (2:1) |
| Indonesien       | – | Thailand   | 2:1 (0:0) |

### Gruppe B
| Pl. | Verein      | Sp. | S | U | N | Tore    | Diff. | Punkte |
| --- | ----------- | --- | - | - | - | ------- | ----- | ------ |
| 1.  | Vietnam     | 3   | 2 | 0 | 1 | 008:300 | +5    | 06     |
| 2.  | Philippinen | 3   | 1 | 2 | 0 | 003:100 | +2    | 05     |
| 3.  | Singapur    | 3   | 1 | 1 | 1 | 003:300 | ±0    | 04     |
| 4.  | Myanmar     | 3   | 0 | 1 | 2 | 002:900 | −7    | 01     |

|                  |   |             |           |
| 2. Dezember 2010 |   |             |           |
| Singapur         | – | Philippinen | 1:1 (0:0) |
| Vietnam          | – | Myanmar     | 7:1 (2:1) |
| 5. Dezember 2010 |   |             |           |
| Singapur         | – | Myanmar     | 2:1 (0:1) |
| Philippinen      | – | Vietnam     | 2:0 (1:0) |
| 8. Dezember 2010 |   |             |           |
| Myanmar          | – | Philippinen | 0:0       |
| Vietnam          | – | Singapur    | 1:0 (1:0) |

### Halbfinale
Die Hinspiele fanden am 15. und 16. Dezember 2010, die Rückspiele fanden am 18. und 19. Dezember 2010 statt.
|             | Gesamt |            | Hinspiel  | Rückspiel |
| ----------- | ------ | ---------- | --------- | --------- |
| Malaysia    | 2:0    | Vietnam    | 2:0 (0:0) | 0:0       |
| Philippinen | 0:2    | Indonesien | 0:1 (0:1) | 0:1 (0:1) |

### Finale
Das Hinspiel fand am 26. Dezember 2010, das Rückspiel am 29. Dezember 2010 statt.
|          | Gesamt |            | Hinspiel  | Rückspiel |
| -------- | ------ | ---------- | --------- | --------- |
| Malaysia | 4:2    | Indonesien | 3:0 (0:0) | 1:2 (0:0) |